# Kel Carruthers

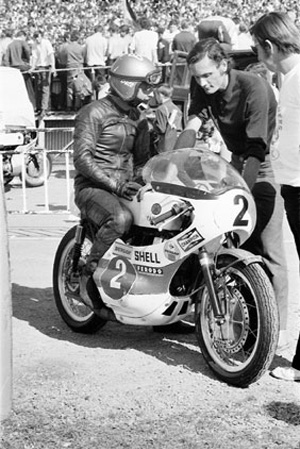
Kel Carruthers.

Kelvin "Kel" Carruthers, född 3 januari 1938 i Sydney, är en australisk roadracingförare som vann 250GP 1969.

## Segrar 250GP
| Nr | Grand Prix      | År   |
| -- | --------------- | ---- |
| 1  | Isle of Man     | 1969 |
| 2  | Nordirland      | 1969 |
| 3  | Jugoslavien     | 1969 |
| 4  | Västtyskland    | 1970 |
| 5  | Isle of Man     | 1970 |
| 6  | Tjeckoslovakien | 1970 |
| 7  | Nordirland      | 1970 |